# Roman de Thèbes
Il Roman de Thèbes è un romanzo francese medievale, in versi, ispirato alla Tebaide di Stazio.

## Caratteristiche
Il romanzo rielabora, a volte assai liberamente, la materia del poema di Stazio. L'autore si è avvalso anche di altre fonti, come le Metamorfosi di Ovidio e testi mitografici: è aggiunta, ad esempio, una sezione introduttiva sulle vicende di Edipo, assente nella Tebaide. Non mancano personaggi ed episodi che non hanno alcun legame con la tradizione latina sul mito tebano: il poeta inventa vicende amorose, guerresche, giuridiche, inserite nell'alveo della narrazione principale sulla guerra tra Eteocle e Polinice per il trono di Tebe.
Come negli altri romanzi francesi di materia classica (incentrati cioè su miti e avvenimenti dell'Antichità greca e latina), il mondo antico è presentato in modo anacronistico: per esempio, i Greci adottano i metodi francesi di guerra e il codice francese dell'amore cavalleresco. Gli anacronismi riguardano anche gli aspetti religiosi: ai culti antichi sono infatti sovrapposti elementi del Cristianesimo e anche dell'Islam, confuso con il Paganesimo. Il romanzo non è scritto nei versi delle Chansons de geste (décasyllabes raggruppati in lasse assonanzate), ma in versi ottosillabici, raggruppati in distici a rima baciata. È stato attribuito a Benoît de Sainte-Maure; ma tutto ciò che può essere detto con certezza è che il Roman de Thèbes è stato scritto prima del Roman de Troie di cui Benoit è indubbiamente l'autore, e dunque attorno al 1150-55, presumibilmente nel Poitou o comunque nell'area oitanica occidentale.

## Rimaneggiamenti e tradizione manoscritta
Il testo ci è giunto in quattro redazioni, nessuna delle quali pare coincidere con l'originale: una breve, in franciano, di circa 10500 versi, arricchita con episodi di carattere mitologico e dotto, contenuta in due manoscritti della Biblioteca nazionale di Francia, il fr. 60 (metà del sec. XIV, siglato B) e fr. 784 (secondo quarto del XIII, siglato C); una leggermente più lunga (circa 12000 versi), anglonormanna, dai toni ancora vicini alla chanson de geste, e conservata nel codice Additional 34114 della British Library (fine XIV-inizio XV sec., siglato S); infine, i due rimaneggiamenti piccardi, di 14600 e 13500 versi, trasmessi rispettivamente dal manoscritto fr. 375 della Biblioteca nazionale di Francia (copiato ad Arras attorno alla fine del XIII o inizio del XIV sec., sigla A) e dal codice XVIII della Biblioteca Bodmeriana (fine del XIII sec., siglato P), entrambi derivati da una perduta versione lunga, caratterizzata da profonde modifiche di carattere cortese. A questi manoscritti completi si aggiungono i frammenti di Angers, siglati D, costituiti da poco più di 200 versi.

## La versione in prosa
Il Roman de Thèbes è stato volto in prosa, all'inizio del XIII secolo: nella compilazione storiografica nota come Histoire ancienne jusqu'à César, attribuita a Wauchier de Denain e che ebbe vasta circolazione anche fuori dalla Francia, compare infatti un'ampia sezione dedicata a Tebe, basata sulla redazione lunga del romanzo in versi (forse quella trasmessa da A, o una affine). Tale sezione in prosa è stata stampata nel XVI secolo con il titolo di Roman d'Edyppus.